# アナログ (小説)
『アナログ』は、ビートたけしによる日本の恋愛小説。2017年9月22日に新潮社より刊行された。2023年6月20日には集英社文庫より文庫判が刊行された。
2023年に映画版が公開された。

## 概要
ビートたけしにとって初となる書き下ろし恋愛小説作品。携帯電話による気軽な連絡が主流となった現代において、あえて「直接会う」というアナログ的価値観を貫く男女の恋愛模様を描く。単行本は発売1か月で10万部を売り上げた。

## 登場人物
水島悟
インテリアデザイナー。手作り模型や手描きのイラストにこだわりを持つ。
みゆき
喫茶店「ピアノ」を訪れた女性。携帯電話を所有しておらず、悟とは毎週木曜日に「ピアノ」を訪れる約束をする。

## 書誌情報
- ビートたけし『アナログ』
  - 単行本：2017年9月22日発売[5]、新潮社、ISBN 978-4-10-381222-7
  - 文庫本：2023年6月20日発売、集英社文庫、ISBN 978-4-08-744506-0
  - audibleで2018年8月26日よりオーディオブックが配信開始された。ナレーターは白川周作[6]。

## 映画
2023年10月6日に公開。監督はタカハタ秀太、主演は二宮和也。
ヒロインの美春みゆき役には当初、ドラマ『黒い福音』でたけしと共演した竹内結子が想定されていたが、2020年の逝去により同役を波瑠が演じている。
製作委員会の共同幹事であるアスミック・エースと東宝は製作委員会に参加しているジェイ・ストームと協議の上、完成披露試写会のエンドロールに製作代表として記載されていた藤島ジュリー景子を指す「藤島ジュリーK.」から初日には現在のジェイ・ストーム取締役社長の中村浩子の名前に変更した。

### あらすじ
水島悟は東京の腕の良いインテリア・デザイナーだがお人好しで、手柄を全て上司に横取りされても笑って済ませる男である。自分がデザインした喫茶店を褒めてくれた 美春みゆき に一目惚れする悟。携帯電話を持っていない みゆき と、悟は木曜日に喫茶店で会う約束を交した。
喫茶店で待ち合わせて楽しくデートを重ねる悟と みゆき。だが、クラシック・コンサートに誘った時、ピアノの音を聞いた みゆき は苦しそうに席を立ち、帰ってしまった。みゆき がそれから2週間、喫茶店に現れない間に、入院していた母親を亡くす悟。葬儀は3週目の木曜日だった。
それからは順調に喫茶店で待ち合わせ、あちこち出かけてデートする悟と みゆき。みゆき の住所や身辺事情を知らないまま、結婚を決意した悟は指輪を買った。だが、プロポーズする予定の木曜日に みゆき は急用で帰ってしまい、以降、喫茶店に現れなくなった。失意のまま悟は大阪支社勤務を命じられ、一年が経過した。
みゆき が国際的に活躍した天才バイオリニスト・古田奈緒美だと知る悟。奈緒美は20才でドイツ人のピアニストと恋愛結婚したが、身体の弱かった夫が亡くなると同時に引退し、帰国してからは騒がれないよう偽名を名乗っていたという。
一年前、悟が改めてプロポーズしようとした木曜日に、みゆき(奈緒美)はタクシーで喫茶店に向かい、交通事故に合っていた。下半身不随で、意識はあるが誰とも意思の疎通が出来ない無表情な みゆき。
みゆき の日記を読んで、自分が愛されていた事を知った悟は、会社を辞めてフリー・デザイナーとなり、毎日 みゆき の車椅子を押して散歩に出かけるようになった。そして一年後、みゆき は少しずつ喋り始めた。

### キャスト

#### 主要人物
水島悟
演 - 二宮和也
本作の主人公。インテリアデザイナー。
美春みゆき
演 - 波瑠
本作のヒロイン。悟が内装を担当した喫茶店「ピアノ」で出会う女性。携帯電話を持っていない。

#### 周辺人物
高木淳一
演 - 桐谷健太
悟の小学校からの友人。独身。
山下良雄
演 - 浜野謙太
悟の小学校からのもう一人の友人。既婚者で子持ち。
島田紘也
演 - 藤原丈一郎
悟を慕う大阪支社の後輩。
浅井陽子
演 - 坂井真紀
医師。玲子の担当医。
椎名順子
演 - 筒井真理子
悟がデザインを担当するイタリアンレストランのオーナー。
高橋俊和
演 - 宮川大輔
島田の上司。
山下香織
演 - 佐津川愛美
山下の妻。
岩本修三
演 - 鈴木浩介
悟の上司で、カタカナビジネス用語を多用する。
香津美
演 - 板谷由夏
みゆきの姉。
水島玲子
演 - 高橋惠子
悟の母。
田宮
演 - リリー・フランキー
「ピアノ」のマスター。

### スタッフ
- 原作：ビートたけし『アナログ』（集英社文庫刊）[9]
- 監督：タカハタ秀太[9]
- 脚本：港岳彦[9]
- 音楽：内澤崇仁[13]
- インスパイアソング：幾田りら「With」（ソニー・ミュージックエンタテインメント）[13]
- 製作：牟田口新一郎、市川南、藤島ジュリーK.→中村浩子、小野田丈士、竹澤浩、弓矢政法、潮田一、小野剛、奥村景二、渡辺章仁、檜原麻希
- エグゼクティブプロデューサー：豊島雅郎、上田太地
- プロデューサー：井手陽子、稲垣優、長汐祐人
- アソシエイトプロデューサー：坪井あすみ
- ラインプロデューサー：鶴賀谷公彦
- 音楽プロデューサー：安井輝
- 撮影：板倉陽子
- 照明：谷本幸治
- 録音：矢野正人
- 美術：五辻圭
- 編集：タカハタ秀太
- 装飾：前田亮
- 衣装：伊藤美恵子
- ヘアメイク：金山貴成
- ヘアメイク（波瑠）：岩根あやの
- VFXスーパーバイザー：大萩真司、佐伯真哉
- 音響効果：伊藤瑞樹
- 助監督：成瀬朋一
- 制作担当：星雅晴
- 宣伝プロデューサー：佐藤みなみ
- 配給：東宝、アスミック・エース[9]
- 制作プロダクション：アスミック・エース、AOI Pro.
- 製作幹事：アスミック・エース、東宝
- 製作：「アナログ」製作委員会（アスミック・エース、東宝、ジェイ・ストーム、ホリ・エージェンシー、KDDI、ジェイアール東日本企画、AOI Pro.、毎日新聞社、日本出版販売、ローソングループ、ニッポン放送）[9]